# 東方連復段

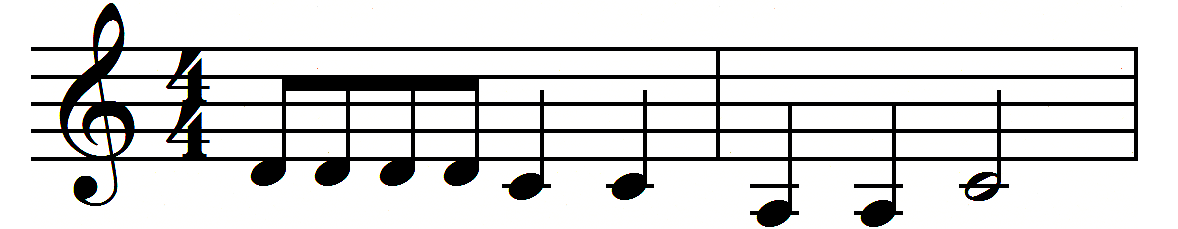
簡單的東方連復段

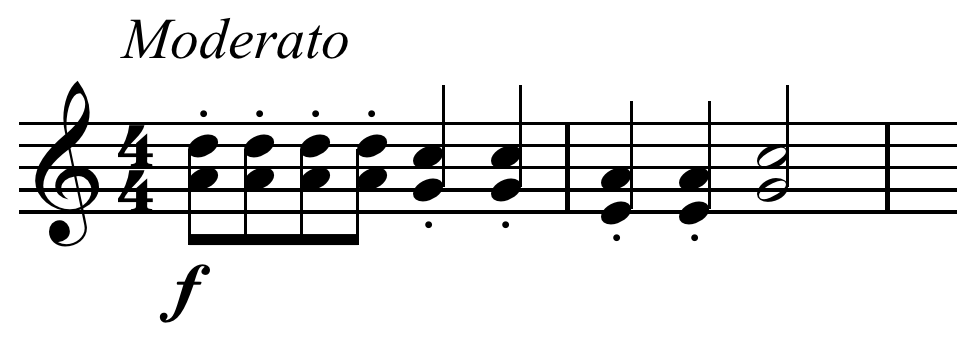
東方連復段加上完全四度

東方連復段（英語：Oriental riff），又稱東亞連復段（英語：East Asian riff）、中國佬樂句（英語：Asian riff），是一個音樂的連復段（riff），這樣子的主題再搭配五聲音階，常被用來表現東方國度、東亞文化圈或中國風的刻板印象。

## 運用
東方連復段被運用在多首歌曲上：
- 貓兒歷險記－《Ev'rybody Wants To Be a Cat》，1970
- 卡爾·道格拉斯（英语：Carl Douglas）－《功夫格鬥》，1974[2]
- 匆促樂團－《A Passage to Bangkok（英语：A Passage to Bangkok）》，1976
- 大衛·鮑伊－《中國女孩（英语：China Girl (song)）》，1977
- The Vapors（英语：The Vapors）－《Turning Japanese（英语：Turning Japanese）》，1980[2]
- 功夫 (遊戲)－主題曲BGM，1985
- 超級瑪利歐GB－恰伊王國主題曲BGM，1989
- 狂飆騎士－功夫篇戰鬥曲BGM《在中国的戦闘》, 1994
- Mikito-P－《1 2 Fan club》，2012
- 東方紅魔鄉 ～ the Embodiment of Scarlet Devil.－《魔法少女們的百年祭》